# Manute Bol
Manute Bol (Gogrial, Sudán, actual Sudán del Sur; 16 de octubre de 1962-Charlottesville, Virginia, Estados Unidos; 19 de junio de 2010) fue un jugador de baloncesto sudanés que jugó como pívot en la NBA durante once años, donde fue el segundo jugador de mayor estatura en la historia de la competición, solo unos milímetros por detrás del rumano Gheorghe Mureşan. Medía 2,31 metros y estaba extremadamente delgado para su estatura, con un peso de solo 91 kg (200 lb). Sus equipos fueron Washington Bullets, Golden State Warriors, Philadelphia 76ers y Miami Heat.
Es el padre del también baloncestista Bol Bol (n. 1999).

## Biografía

### Inicios y carrera en la NBA
La aventura de Manute Bol comienza cuando un primo suyo va a estudiar a Estados Unidos. Cuando dijo "tengo un primo que mide 2,31 m (7′ 7″)", rápidamente un ojeador se desplazó a Sudán para ficharlo. Bol pertenecía a la tribu de los dinka, la más alta de Sudán. Se cuenta que Malouk Chol Bol, su abuelo, medía 2,39 m (7′ 10″). Cuando intentó por primera vez hacer un mate, se partió dos dientes con el aro y no se hizo un arreglo hasta siete años después. Al momento de ser reclutado para jugar en el circuito universitario, se desconocía su edad real, por lo que Kevin Mackey calculó que tenía 18 años, pero años más tarde admitiría que podría haber tenido muchos más.
Tras una temporada en la Universidad de Bridgeport (Connecticut), Manute fue elegido en el Draft de la NBA de 1985 con el número 31 por los entonces Washington Bullets. Antes, en el draft de 1983, Manute había sido elegido en 5.ª ronda (puesto 97) por San Diego Clippers. 
Cuando debutó en la NBA en octubre de ese año se convirtió en el jugador más alto de la historia de la liga, con sus 2,31 m (7′ 7″). Aquello lo convirtió en un jugador más que novedoso. En su primer año ya hizo historia, ya que implantó el récord de tapones para un rookie (novato) con 397, para una media de 5,0. En su primera temporada promedió 3,7 puntos y 5,9 rebotes en 26,1 minutos.
La nota curiosa es que en la temporada 1987-88 coincidió en el equipo con Tyrone Bogues, el jugador más bajo de la Historia de la NBA con 1,60 m (5′ 3″).
Bol dejó un gran impacto defensivamente merced a su capacidad taponadora. En su primera temporada en la NBA alcanzó los 5 tapones de promedio. Tiene el récord de tapones en un solo cuarto: 8 (lo hizo dos veces); también tiene el récord de tapones en una mitad: 11 (compartido con Elmore Smith y George Johnson); y la segunda mejor marca de la historia en un partido: 15 (el récord es 17 de Elmore Smith). Hoy en día es el noveno máximo taponador de la historia, y el segundo en promedio (3,34, solo por detrás de los 3,50 de Mark Eaton). Además de eso, posee el máximo promedio de tapones por minuto, con 0,176.
Como curiosidad, un apunte de su faceta como triplista. Después de tres temporadas en los Bullets, en los que lanzó 3 triples, sin anotar ninguno, fichó por Golden State Warriors, y en su primera temporada allí hizo 20 de 91, tiraba más de un triple por partido. Posteriormente, el 3 de marzo de 1993, jugando con los Sixers contra los Suns de su amigo Charles Barkley, anotó 6 triples de 12 intentos en la segunda mitad, marca que supuso la mejor marca de triples anotados por un jugador de los Sixers en una mitad de partido.
En sus mejores años firmó contratos millonarios, tanto con sus equipos como con patrocinadores (Nike, Kodak, Toyota...). Con su carácter alegre y extrovertido logró una gran popularidad. Se gastaba el dinero en coches de lujo (adaptados para su estatura) que conducía a toda velocidad. Vestía a la última moda y tenía casas en Maryland, Egipto y Jartum (la capital de Sudán).
En 1995, Milwaukee Bucks interrumpen el contrato a Manute sin llegar a debutar. Su artritis comenzaba a ser un problema y no podía mantener la exigencia física de la competición. Tras jugar en Uganda y Catar, se retiró definitivamente.

### Vida tras la NBA
Tras dejar la liga, Bol viajó a Uganda, para incorporarse al equipo de baloncesto Sadolin Power en 1996 a los que condujo hasta el título de la liga. Sin embargo, la liga no dio dinero, así que el servicio de noticias de Uganda, que era el que sustentaba la liga, le comunicó a Bol su deseo y orden de desmantelar la competición debido a la deuda que padecían.
Antes de fallecer, la artritis afectaba seriamente sus muñecas y sus rodillas, pero no seguía un tratamiento médico adecuado por falta de recursos económicos. Su mujer le abandonó y se marchó a vivir a Nueva Jersey con sus cuatro hijos. Tuvo que vender sus casas de Egipto y Jartum, y su casa de los Estados Unidos fue embargada, aunque la pudo recuperar posteriormente. Bol estuvo viviendo en una casa alquilada en los suburbios de Jartum, con dos esposas, un hijo y 14 parientes.
No tenía trabajo y, mientras su salud se lo permitió, ejerció como jefe de la etnia dinka, organizando bodas, mediando en conflictos entre miembros de la tribu y aconsejando a los más jóvenes. De vez en cuando se prestaba a algún evento deportivo-benéfico-publicitario para obtener ingresos.
En julio de 2004 tuvo un grave accidente de tráfico del que resultó herido con varias fracturas. En enero de 2005 se recuperó en Estados Unidos.
A pesar de su maltrecha salud, la última iniciativa de Manute fue unirse a los Indianápolis Ice, equipo de hockey estadounidense, que en una clara campaña de marketing contrataron al ex pívot para despertar el interés de las masas.
En sus últimos años destacó por su activismo y la forma en que luchó para ayudar a la gente en su país, en favor de la extinción del hambre, las enfermedades, las injusticias sociales y la guerra que azotaban brutalmente a su patria. De hecho, sus familiares forman parte del movimiento rebelde Armado de Liberación. Bol frecuentemente visitaba campos de refugiados sudaneses durante su carrera, y donaba cantidades de dinero de su salario de forma filantrópica. En 2001 se le ofreció un puesto como Ministro de Deporte en Sudán, pero él rechazó la oferta ya que una de las condiciones para ejercer el puesto era convertirse al Islam, y Manute era un cristiano devoto.

### Fallecimiento
Murió el 19 de junio de 2010 a causa de una grave enfermedad renal mientras se encontraba ingresado en un hospital de Virginia aquejado del síndrome de Stevens-Johnson.

## Estadísticas de su carrera en la NBA
|  | Líder de la liga |

##### Temporada regular
| Año     | Equipo       | PJ  | PT  | MPP  | %TC  | %3P  | %TL  | RPP | APP | ROB | TPP | PPP |
| ------- | ------------ | --- | --- | ---- | ---- | ---- | ---- | --- | --- | --- | --- | --- |
| 1985–86 | Washington   | 80  | 60  | 26.1 | .460 | .000 | .488 | 6.0 | .3  | .4  | 5.0 | 3.7 |
| 1986–87 | Washington   | 82  | 12  | 18.9 | .446 | .000 | .672 | 4.4 | .1  | .2  | 3.7 | 3.1 |
| 1987–88 | Washington   | 77  | 4   | 14.8 | .455 | .000 | .531 | 3.6 | .2  | .1  | 2.7 | 2.3 |
| 1988–89 | Golden State | 80  | 4   | 22.1 | .369 | .220 | .606 | 5.8 | .3  | .1  | 4.3 | 3.9 |
| 1989–90 | Golden State | 75  | 20  | 17.5 | .331 | .188 | .510 | 3.7 | .5  | .2  | 3.2 | 1.9 |
| 1990–91 | Philadelphia | 82  | 6   | 18.6 | .396 | .071 | .585 | 4.3 | .2  | .2  | 3.0 | 1.9 |
| 1991–92 | Philadelphia | 71  | 2   | 17.8 | .383 | .000 | .462 | 3.1 | .3  | .2  | 2.9 | 1.5 |
| 1992–93 | Philadelphia | 58  | 23  | 14.7 | .409 | .313 | .632 | 3.3 | .3  | .2  | 2.1 | 2.2 |
| 1993–94 | Miami        | 8   | 0   | 7.6  | .083 | .000 | .000 | 1.4 | .0  | .0  | .8  | 0.3 |
| 1993–94 | Philadelphia | 4   | 0   | 12.3 | .429 | .000 | .000 | 1.5 | .0  | .5  | 2.3 | 1.5 |
| 1993–94 | Washington   | 2   | 0   | 3.0  | .000 | .000 | .000 | 0.5 | .0  | .5  | .5  | 0.0 |
| 1994–95 | Golden State | 5   | 2   | 16.2 | .600 | .600 | .000 | 2.4 | .0  | .0  | 1.8 | 3.0 |
| Total   | Total        | 624 | 133 | 18.7 | .407 | .210 | .561 | 4.2 | .3  | .2  | 3.3 | 2.6 |

##### Playoffs
| Año   | Equipo       | PJ | PT | MPP  | %TC  | %3P  | %TL   | RPP | APP | ROB | TPP | PPP |
| ----- | ------------ | -- | -- | ---- | ---- | ---- | ----- | --- | --- | --- | --- | --- |
| 1986  | Washington   | 5  | 5  | 30.4 | .588 | .000 | .375  | 7.6 | .2  | .6  | 5.8 | 4.6 |
| 1987  | Washington   | 3  | 0  | 14.3 | .400 | .000 | .000  | 3.0 | .0  | .0  | 1.6 | 2.6 |
| 1988  | Washington   | 5  | 0  | 8.8  | .571 | .000 | 2.000 | 2.4 | .0  | .0  | 0.4 | 1.8 |
| 1989  | Golden State | 8  | 0  | 18.5 | .194 | .091 | .286  | 3.8 | .1  | .2  | 3.6 | 2.2 |
| 1991  | Philadelphia | 8  | 0  | 13.6 | .500 | .000 | .667  | 2.3 | .1  | .1  | 1.5 | 3.0 |
| Total | Total        | 29 | 5  | 17.1 | .386 | .087 | .444  | 3.7 | 0.1 | 0.2 | 2.6 | 2.8 |